# Elecciones seccionales de Ecuador de 1967
Las elecciones seccionales de Ecuador de 1967 se realizaron para elegir los cargos de 19 prefectos y consejeros provinciales y 19 alcaldes y concejales municipales para el periodo 1967-1970. En esta elección se inauguró el cargo de prefecto provincial en reemplazo de presidente del consejo provincial. 

## Resultados a Prefecto
| Provincia        | Prefecto                       | Partido o alianza |
| ---------------- | ------------------------------ | ----------------- |
| Azuay            | Severo Espinoza Valdivieso     | PCE               |
| Bolívar          | Humberto del Pozo Saltos       | FNV               |
| Cañar            | Rómulo Romo Sacoto             |                   |
| Carchi           | Homero Fuertes Romero          | PCE               |
| Chimborazo       | Arnaldo Merino Muñoz           | PLRE              |
| Cotopaxi         | José Gabriel Terán Varea       | PCE               |
| El Oro           | Víctor Manuel Serrano Murillo  |                   |
| Esmeraldas       | Jorge Jalil Zambrano           |                   |
| Guayas           | Bolívar San Lucas Zavala       | FNV               |
| Imbabura         | Eduardo Garzón Fonseca         |                   |
| Loja             | Ignacio Burneo Arias           | PLRE              |
| Los Ríos         | Jorge Yánez Castro             |                   |
| Manabí           | Héctor Ricardo Bowen Cavagnaro | FNV               |
| Morona Santiago  | Ernesto Lara Gavilanes         |                   |
| Napo             | Misael Espín Morán             |                   |
| Pastaza          | Ramiro Fernández Oviedo        |                   |
| Pichincha        | Manuel Córdova Galarza         | ID                |
| Tungurahua       | Ernesto Bucheli Bucheli        | PLRE              |
| Zamora Chinchipe | Alfredo Tamayo Egas            |                   |

## Resultados a alcaldías
| Ciudad     | Provincia        | Alcalde elegido                   | Partido o alianza |
| ---------- | ---------------- | --------------------------------- | ----------------- |
| Cuenca     | Azuay            | Ricardo Muñoz Chávez              | PCE               |
| Guaranda   | Bolívar          | Cesar Augusto Chavez Gavilanes    |                   |
| Azogues    | Cañar            | Guillermo Eduardo Domínguez Tapia |                   |
| Tulcán     | Carchi           | Wilfrido Lucero Bolaños           | PCE               |
| Riobamba   | Chimborazo       | Raúl Zapater Hidalgo              | PSE - CFP         |
| Latacunga  | Cotopaxi         | Luigi Ripalda Bonilla             | PSE               |
| Machala    | El Oro           | Manuel Encalada Mora              |                   |
| Esmeraldas | Esmeraldas       | Rómulo Salas Pazmiño              | PLRE              |
| Guayaquil  | Guayas           | Assad Bucaram Elmhalin            | CFP - PLRE        |
| Ibarra     | Imbabura         | Galo Larrea Torres                | PCE               |
| Loja       | Loja             | Vicente Jaramillo Palacio         | PCE               |
| Babahoyo   | Los Ríos         | Carlos Alvarado Latorraca         |                   |
| Portoviejo | Manabí           | Luis Villacreses Colmont          | FNV               |
| Macas      | Morona Santiago  | Avelino Jaramillo Jaramillo       |                   |
| Tena       | Napo             | Victor Hugo Baquero Lugo          |                   |
| Puyo       | Pastaza          | Rafael Emilio Vega Vargas         |                   |
| Quito      | Pichincha        | Jaime del Castillo Álvarez        | FNV - MPB         |
| Ambato     | Tungurahua       | Ricardo Callejas Vásconez         | PLRE              |
| Zamora     | Zamora Chinchipe | Víctor Reyes Cárdenas             |                   |